# ارنان مدفورد
ارنان مدفورد (انگلیسی: Hernán Medford؛ زادهٔ ۲۳ مهٔ ۱۹۶۸) بازیکن بازنشسته و مربی کنونی فوتبال اهل کاستاریکا است.
از باشگاه‌هایی که در آن بازی کرده‌است می‌توان به راپید وین، پاچوکا، دیناموزاگرب، و رایو وایکانو اشاره کرد.
وی همچنین در تیم ملی فوتبال کاستاریکا بازی کرده است و در دو جام جهانی ۱۹۹۰ و ۲۰۰۲ برای این تیم به میدان رفته است.